# Arquidiocese de Manaus
A Arquidiocese de Manaus (Archidiœcesis Manaënsis) é uma circunscrição eclesiástica da Igreja Católica no Brasil. Está localizada no estado do Amazonas. É a Sé Metropolitana da Província Eclesiástica de Manaus. Pertence ao Regional Norte I da Conferência Nacional dos Bispos do Brasil.
Foi ereta canonicamente como Diocese do Amazonas (Amazonensis), pelo Papa Leão XIII em 27 de abril de 1892, desmembrada do território da então Diocese de Belém do Pará.
Foi elevada à dignidade de Arquidiocese e Sé Metropolitana a 16 de fevereiro de 1952, pelo Papa Pio XII, passando à denominação de Arquidiocese de Manaus (Archidioecesis Manaënsis).

## Bispos e arcebispos
|                   | Nome                                         | Período    | Notas                                               |
| Arcebispos        | Arcebispos                                   | Arcebispos | Arcebispos                                          |
| ----------------- | -------------------------------------------- | ---------- | --------------------------------------------------- |
| 7º                | Leonardo Cardeal Ulrich Steiner, O.F.M.      | 2019-      | Atual                                               |
| 6º                | Sérgio Eduardo Castriani, C.S.Sp.            | 2012-2019  |                                                     |
| 5º                | Luiz Soares Vieira                           | 1991-2012  | Arcebispo emérito                                   |
| 4º                | Clóvis Frainer, O.F.M.Cap.                   | 1985-1991  | Nomeado arcebispo de Juiz de Fora                   |
| 3º                | Milton Correia Pereira                       | 1981-1984  | Faleceu.                                            |
| 2º                | João de Souza Lima                           | 1958-1980  | Nomeado arcebispo coadjutor de Salvador             |
| 1º                | Alberto Gaudêncio Ramos                      | 1952-1957  | Nomeado arcebispo de Belém do Pará.                 |
| Bispos diocesanos |                                              |            |                                                     |
| 7º                | Alberto Gaudêncio Ramos                      | 1948-1952  | Nomeado primeiro arcebispo metropolitano de Manaus. |
| 6º                | João da Mata de Andrade e Amaral             | 1941-1948  | Nomeado bispo de Niterói.                           |
| 5º                | Basilio Manuel Olimpo Pereira, O.F.M.        | 1925-1941  | Renunciou.                                          |
| 4º                | José Maria Parreira Lara                     | 1924       | Nomeado bispo de Santos.                            |
| 3º                | João Irineu Joffily                          | 1916-1924  | Nomeado arcebispo de Belém do Pará.                 |
| 2º                | Frederico Benício de Sousa Costa             | 1907-1914  | Renunciou                                           |
| 1º                | José Lourenço da Costa Aguiar                | 1894-1905  | Faleceu.                                            |
| Bispos auxiliares |                                              |            |                                                     |
|                   | Samuel Ferreira de Lima, O.F.M.              | 2024-      | Atual                                               |
|                   | Joaquim Hudson de Souza Ribeiro              | 2023-      | Atual                                               |
|                   | Zenildo Lima da Silva                        | 2023-      | Atual                                               |
|                   | Edmilson Tadeu Canavarros dos Santos, S.D.B. | 2016-2024  | Nomeado bispo de Itacoatiara.                       |
|                   | José Albuquerque de Araújo                   | 2016-2022  | Nomeado bispo de Parintins                          |
|                   | Mário Antônio da Silva                       | 2010-2016  | Nomeado bispo de Roraima                            |
|                   | Sebastião Bandeira Coelho                    | 2004-2010  | Nomeado bispo coadjutor de Coroatá                  |
|                   | Mário Pasqualotto, PIME                      | 1999-2013  | Bispo auxiliar emérito.                             |
|                   | Jacson Damasceno Rodrigues, C.Ss.R.          | 1996-1998  | Faleceu.                                            |